# Tendón de Aquiles
El tendón de Aquiles (tendo Achillis) o tendón calcáneo (tendo calcaneus) es un tendón de la parte posterior de la pierna. Sirve para unir el gastrocnemio y el músculo sóleo al hueso calcáneo (talón).

## Anatomía
El tendón de Aquiles es la extensión tendinosa de los tres músculos de la pantorrilla: gastrocnemio, sóleo y plantar delgado. En los humanos, este tendón pasa por detrás del tobillo y es el más grueso y fuerte del cuerpo. Mide unos 15 cm de largo y empieza cerca de la mitad de la pierna, pero recibe fibras musculares sobre su superficie anterior casi hasta su extremo. Contrayéndose gradualmente mientras baja, se inserta en la parte central de la superficie posterior del calcáneo, estando interpuesta una bursa entre el tendón y la parte superior de esta superficie. El tendón se abre un poco en su extremo inferior, de forma que su parte más estrecha queda unos 4 cm por encima de su inserción. Está cubierto por la fascia y el integumento, y sobresale prominentemente por detrás del hueso. El hueso está relleno de tejido areolar y adiposo. A lo largo de su cara lateral, pero superficialmente, está la vena safena menor. El reflejo aquíleo permite comprobar la integridad de la raíz espinal S1.

## Nombre
Este tendón es llamado en honor de Aquiles, personaje de la mitología griega, y de su célebre vulnerabilidad en el talón. El registro conocido más antiguo en el que se le da ese nombre es el del anatomista flamenco Philip Verheyen en 1693. En su muy difundido libro Corporis Humani Anatomia, capítulo XV, página 328, Verheyen describía la ubicación del tendón y decía que era comúnmente llamado «la cuerda de Aquiles» (quae vulgo dicitur “chorda Achillis”). Usualmente se asocia esto a la leyenda que dio origen a la expresión «talón de Aquiles», pero, según el comentarista Walter Leaf (ad Il. 22.396), el verdadero origen del "tendón" se encuentra en el pasaje Ilíada 22.395-397, donde Aquiles atraviesa esta parte del cuerpo para atar el cadáver de Héctor a su carro.

## Enfermedades
La tendinitis aquílea es la inflamación del tendón, generalmente debida al sobreesfuerzo del miembro afectado, es más exacto llamarla tendinosis aquílea pues en realidad es un proceso degenerativo, sin inflamación del tendón.
Maffulli et al. sugirieron que debía darse la clasificación clínica de tendinopatía a la combinación de dolor del tendón, tumefacción y movilidad reducida. La rotura del tendón de Aquiles es la rotura parcial o completa del tendón y requiere inmovilización o cirugía, así como una rehabilitación temprana con fisioterapia. Puede aparecer xantomas en el tendón de Aquiles de pacientes con hipercolesterolemia familiar.